# فرودگاه چاچاک پرلهینا
فرودگاه چاچاک پرلهینا (به انگلیسی: Čačak-Preljina Airport) (به زبان بومی: Ravan Airport) یک فرودگاه غیرنظامی با کد یاتا CCA است که یک باند فرود چمن دارد و طول باند آن ۶۵۰ متر است. این فرودگاه در شهر چاچاک کشور صربستان قرار دارد و در ارتفاع ۲۳۶ متری از سطح دریا واقع شده‌است.